# Mestosoma llaguenicum
Mestosoma llaguenicum är en mångfotingart som först beskrevs av Kraus 1954.  Mestosoma llaguenicum ingår i släktet Mestosoma och familjen orangeridubbelfotingar. Inga underarter finns listade i Catalogue of Life.